# Синько, Анна Юрьевна
Анна Юрьевна Синько (род. 5 июня 1995, Кайраккум, Ленинабадская область) — российская футболистка, защитница клуба «Урал» (Екатеринбург). Мастер спорта России.

## Биография
Анна Юрьевна Синько родилась 5 июня 1995 года в городе Кайраккум Ленинабадской области Республики Таджикистан, ныне город Гулистон Согдийской области Республики Таджикистан. Отец Юрий Михайлович, мать Вера Николаевна, так же у Ани есть младший брат Дмитрий (2001 г.р).
В 1996 году в связи с боевыми действиями в Таджикистане семья переехала в город Курган. С 2010 года занималась футболом в пермской школе-интернате № 85, тренер — Марина Геннадьевна Коломиец. Победительница V летней Спартакиады учащихся России.
На взрослом уровне выступает с 2012 года за пермский клуб «Звезда-2005». В первые годы чаще выходила на замену, и только с 2018 года стала выходить на поле с первых минут. Свой первый гол в чемпионате России забила 4 ноября 2013 года в ворота «Дончанки» (Азов).
Вызывалась в состав молодёжной сборной России, участница турнира «Кубанская весна» (2012). В 2019 году в составе студенческой сборной России стала бронзовым призёром Универсиады, сыграв на турнире 5 матчей.
17 января 2020 года перешла в клуб «Кубаночка», в июле 2020 года клуб был преобразован в «Краснодар». В сезоне 2020 года сыграла 10 матчей и забила один гол, в 2021 году не провела ни одного матча, в ходе сезона была отзаявлена, вернувшись в сезоне 2022. В сезоне 2024 года играла за ЖФК Урал (Екатеринбург) в финале Первой лиги.

## Награды и звания
- Мастер спорта России
- Чемпионка России (2014, 2015, 2017)
  - серебряный призёр (2013, 2016)
  - бронзовый призёр (2018)
- Обладательница Кубка России (2013, 2015, 2016, 2018, 2019).
- Бронзовый призер XXX Летней Универсиады 2019
- Победительница V летней Спартакиады учащихся России.